# Thelyschista
Thelyschista là một chi phong lan trong họ Orchidaceae.